# Dioscures (Première Guerre mondiale)

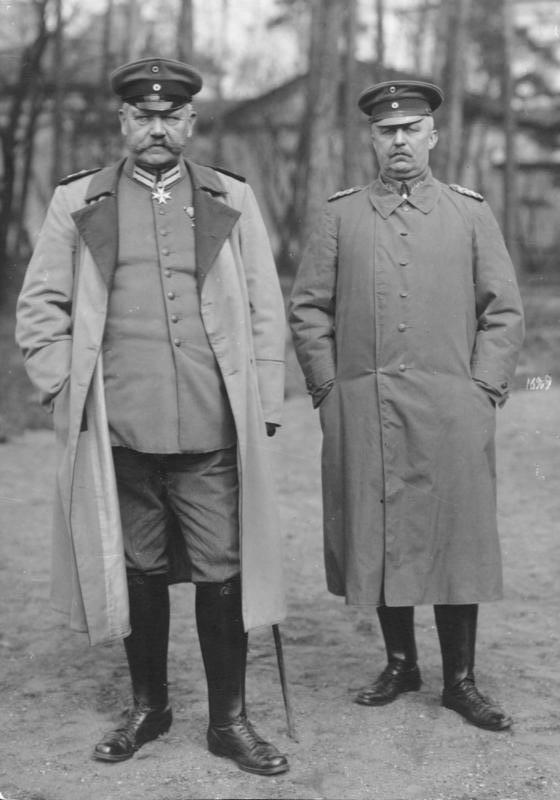
Les Dioscures : Paul von Hindenburg et Erich Ludendorff, le 23 septembre 1916 guerre mondiale.

Le terme Dioscures désigne, durant la Première Guerre mondiale, le duo formé à l'OHL par Erich Ludendorff et Paul von Hindenburg, en référence aux Dioscures de la mythologie grecque. Ces deux militaires, auréolés de leurs succès face aux Russes, exercent la totalité des pouvoirs militaires dans le Reich à partir de 1916. Le renvoi de Theobald von Bethmann-Hollweg le 19 juillet 1917 constitue une étape dans l'ascension des deux militaires, qui imposent progressivement à l'empereur Guillaume II leur vision de la gestion du conflit, lui soumettant de fait la mise en place d'une dictature militaire maquillée par les institutions du Reich.

## Circonstances de la création du duo

### Succès sur le front de l'Est
Dès la fin de 1915, les deux responsables du front de l'Est apparaissent comme de possibles successeurs crédibles à Erich von Falkenhayn au poste de chef d'état-major général de la Kaiserliche Heer. En effet, leurs victoires de 1914 leur confèrent le prestige des « sauveurs de la patrie ».
Cependant, les relations s'enveniment rapidement entre, d'une part, Hindenburg et Ludendorff, alors responsables du front de l'Est, et, d'autre part, le chef d'état-major Erich von Falkenhayn. En effet, les deux commandants du front de l'Est érigent ce front en principal front du conflit pour les puissances centrales, mais Falkenhayn pense que la victoire allemande ne peut venir que de la décision face à la France. Traduisant ses conceptions en termes d'effectifs déployés sur le terrain, il n'alloue au front de l'Est que le strict nécessaire au maintien des positions acquises.

### Offensive alliée en été 1916
À la conférence de Chantilly, fin 1915, les Alliés ont planifié des offensives concertées face aux puissances centrales, en Galicie, en France, en Italie. Ces offensives avaient alors failli emporter la décision lors de leurs offensives concertées de l'été : la première, lancée sur le front de l'Est le 4 juin 1916, donne d'importants résultats face aux troupes austro-hongroises, rapidement débordées, mais, faute de moyens aériens en suffisance, elle est arrêtée aux abords des Carpates.
À cette offensive succède la poussée franco-britannique sur la Somme, lancée sur un front allemand affaibli par les prélèvements opérés au profit du front de l'Est, alors sur le point d'être éventré. Cette gigantesque bataille d'usure a enlevé à l'armée allemande ses cadres les plus expérimentés. 
Ces deux offensives sont appuyées par une attaque italienne sur l'Asiago, lancée le 6 août 1916, crevant le front austro-hongrois le 9 août, mais qui échoue dans sa phase d'exploitation, ne parvenant pas à transformer en déroute la poursuite des unités austro-hongroises.

### Réaction des puissances centrales
Face à cette offensive concertée, les militaires allemands rééditent le souhait d'une réorganisation du commandement du front de l'Est. Le 26 juillet 1916, le nord du front est placé sous le responsabilité de Hindenburg, secondé par Ludendorff, et le sud du front est nominalement confié au Kronprinz austro-hongrois, Charles.

### Nomination
Face à la situation militaire préoccupante des puissances centrales au milieu de l'été 1916, la position d'Erich von Falkenhayn apparaît chaque jour plus précaire. Ses choix stratégiques sont remis en cause, et ses positions favorables à des mesures sociales à destination des ouvriers des industries incitent les industriels à diffuser leurs critiques envers sa politique en matière de munitions. Ces griefs incitent l'empereur à remettre en cause la position de son chef d'état-major et à mettre en avant les deux responsables allemands du front de l'Est : Paul von Hindenburg et son adjoint, Erich Ludendorff. 
Ces deux soldats sont ainsi conviés par Guillaume II à Pless, alors siège de l'état-major général, le 29 août 1916. Erich von Falkenhayn, n'étant pas informé par son souverain de cette invitation, en déduit une disgrâce et, en tirant les conséquences, il demande à être relevé de ses fonctions.

## Action pendant le conflit
Aussitôt nommés, les deux militaires s'attellent à la tâche, obtenant rapidement pour l'empereur Guillaume II le commandement suprême des troupes de la Quadruplice. 

### Responsables de l'OHL
Dans l'obligation de tenir compte de leur popularité dans la population du Reich, Guillaume II nomme Hindenburg et Ludendorff respectivement chef de l'état-major général et premier quartier-maître général, titre créé pour l'occasion.

### Coordination des actions offensives des puissances centrales
Aussitôt nommés, les Dioscures initient des négociations avec les responsables civils et militaires austro-hongrois, bulgares et ottomans afin d'obtenir le commandement effectif des armées de la Quadruplice.
Ainsi, le 6 septembre 1916, Guillaume II est nommé commandant en chef des armées allemande et austro-hongroise, en vertu d'une convention ratifiée par François-Joseph, en accord avec le chef d'état-major austro-hongrois Franz Conrad von Hötzendorf. Cependant, cet accord des militaires n'est pas donné avec enthousiasme puisque Conrad, appuyé par le Kronprinz Charles, expose ses réserves, le barrage de la langue de commandement et le mépris porté par les Allemands aux troupes de la double monarchie. Ces réserves lui permettent de négocier la place de l'Armeeoberkommando austro-hongrois dans le processus de planification et de mise en œuvre des offensives de la Quadruplice.
Peu de temps après, les dispositions de cette convention sont étendues aux unités bulgares en campagne dans les Balkans et aux armées ottomanes aux prises avec les Russes, les Serbes, les Français et les Britanniques.

### Rôle politique dans leReichet chez ses alliés
S'étant rendus rapidement indispensables dans le Reich, les deux militaires formant le couple des Dioscures pèsent de plus en plus sur la vie politique allemande. 
Leur nomination entraîne une baisse de l'influence de l'empereur dans la politique du Reich. Déjà écarté de la gestion militaire du conflit, Guillaume II tente d'influer sur la politique du Reich en guerre. Il est cependant informé quotidiennement de l'évolution de la situation militaire par les Dioscures, déférents l'un comme l'autre vis-à-vis de l'empereur, mais le cantonnant à un rôle de figuration et de validation des décisions déjà prises.
Non contents d'imposer leurs choix à l'empereur, Hindenburg et Ludendorff constituent un pôle d'influence non négligeable dans la vie politique du Reich. Cette influence se manifeste d'abord dans le choix des ministres. Ainsi, le 28 novembre 1916, peu de temps après leur nomination, Ludendorff obtient du chancelier Theobald von Bethmann Hollweg le renvoi du ministre prussien de la Guerre, Adolf Wild von Hohenborn, acteur méconnu mais essentiel de la gestion de la guerre dans le Reich durant les deux premières années du conflit.

## Dissolution de l'association

### La défaite de 1918
Le 28 septembre 1918, alors que la situation militaire du Reich et de ses alliés de la Quadruplice se dégrade à chaque heure davantage, les Dioscures se réunissent et aboutissent à la conclusion qu'il est nécessaire pour le Reich d'ouvrir le plus rapidement possible des négociations avec les Alliés en vue de cesser les hostilités. 
Cette décision prise, elle est imposée aux responsables politiques du Reich, regroupés le lendemain pour une rencontre avec les militaires. La conférence de Spa est supposée aboutir à la mise en œuvre d'une ligne politique claire en vue d'une sortie rapide du conflit. Dans les faits, elle constitue surtout l'occasion d'imposer au gouvernement civil la demande d'armistice d'un Reich défait.

### Démission de Ludendorff
Une fois l'idée de l'armistice avec les Alliés et le principe de la réforme de l'organisation politique du Reich admis, Ludendorff multiplie les allégations mensongères auprès des membres du gouvernement. 
Il incrimine d'abord les Bulgares, qui, en se retirant du conflit, auraient obligé les Allemands à constituer en urgence une armée en Serbie pour tenter d'arrêter les armées des Alliés. 
Ensuite, il s'en prend aux partisans d'une paix de compromis avec les Alliés, les socialistes, les catholiques et les progressistes, regroupés depuis 1917 au sein d'une coalition parlementaire majoritaire au Reichstag.